# Phyllachora taruma
Phyllachora taruma är en svampart som beskrevs av Speg. 1885. Phyllachora taruma ingår i släktet Phyllachora och familjen Phyllachoraceae.   Inga underarter finns listade i Catalogue of Life.